# Форма прати функцију
Форма прати фукнцију или форма следи функцију је принцип генерално асоциран са архитектуром касног 19. и раног 20. века и индустријским дизајном, а значи да облик зграде или објекта првенствено треба да се односи на његову намену или сврху. Фраза је примармо асоцирана са Луис Саливаном и појављује се у његовом артиклу  The Tall Office Building Artistically Considered, мада он приписује есенцијалну идеју римском античком архитетки званом Марко Витрувије.

## Порекло фразе
Архитекта Луис Саливан је сковао максиму, али је често нетачно приписана скулптору Horatio Greenough (1805–1852) чије идеје су старије од каснијег функционалистичког приступа архитектури. Његова писања су дуго била заборављена, да би била поново откривена тек 1930-их година. 1947 године, селекција његових есеја је објављена под именом Form and Function: Remarks on Art by Horatio Greenough.
Саливан је доста млађи Greenough-ов сународник који се дивио рационалистичким мислиоцима као што су Волт Витман, Херман Мелвил, Ралф Волдо Емерсон, Хенри Дејвид Торо. 1896 године Саливан је сковао фразу у свом чланку под називом The Tall Office Building Artistically Considered, али касније ће приписати суштинску идеју античком римском архитекти и инжењеру Витрувију, који ће у својој књизи De architectura први тврдити да структура мора да поседује три квалитета: firmitas, utilitas, venustas - то јест мора да буде чврста, корисна, лепа. Саливан је заправо написао "форма увек прати функцију" али је простији облик остао запамћен. За Саливана ово је била филтрирана мудрост, естетски кредо, једно "правило које не дозвољава изузетке". Цео цитат је:
Било да се ради о орлу у лету или о отвореном цвету јабука, вредном радном коњу, безбрижном лабуду, разгранатом храсту, вијугавом потоку у његовом ушћу, о облацима који плутају над свим сунцем које траје, форма увек следи функцију, а то је закон. Када се функција не мења, облик се не мења. Гранитне стене, увек бујна брда, трају годинама; муња живи, долази у форму и умире, у трен ока.

То је прожимајући закон свих ствари органских и неорганских, свих ствари физичких и метафизичких, свих ствари људских и свих ствари надљудских, свих истинитих манифестација ума, срца, душе, да је живот препознатљив у свом изразу, тај облик увек следи функцију. Ово је закон.
Саливан је развио облик високог челичног небодера крајем 19. века у Чикагу у тренутку када су се технологија, укус и економске силе зближили и учинили неопходним да се раскине са утврђеним стиловима. Ако се облик зграде не би изабрао из старијих примера, нешто је морало да одреди форму, а према Саливану то ће бити управо сврха зграде. Дакле, "форма следи функцију", за разлику од "форма следи преседан". Саливанов помоћник Френк Лојд Рајт усвојио је и испољио исти принцип у нешто другачијој форми - можда зато што им је остављање старијих стилова дало више слободе.